# ناتالي كابرول
ناتالي أ.كابرول (تلفظ باللغة الفرنسية [natali kabʁɔl])، عالمة أحياء فلكية أمريكية متخصصة في العلم الكوكبي، درست كابرول البحيرات القديمة على سطح المريخ، وبدأت ببعثة علمية عالية المستوى في الأنديز المركزي في جمهورية تشيلي كباحثة رئيسية في مشروع البحيرات العالية الممول من قبل معهد ناسا لعلم الأحياء الفلكي NAI، وهناك بالمشاركة مع فريقها وثقت تكيفات الحياة مع الظروف البيئية القاسية وتأثير تغيرات المناخ السريعة على النظام البيئي للبحيرة والأحياء الموجودة فيها ووثقت أيضًا آثارها الجغرافية البيولوجية وعلاقتها بالاستكشاف الكوكبي.
كابرول هي الباحثة الرئيسية ضمن فريق معهد ناسا للبحث عن كائنات ذكية خارج الأرض SETI ، والذي اختير في تشرين الأول عام 2014 من أجل تطوير اكتشاف بصمة حيوية جديدة واستكشاف استراتيجيات لدعم المهمة القادمة إلى المريخ 2020، وقد عينت في آب عام 2015 في رئاسة مركز كارل ساجان التابع لمعهد SETI من أجل دراسة الحياة في الكون.

## حياتها المبكرة ومسيرتها
ولدت كابرول قرب مدينة باريس في فرنسا، وقد حضرت في جامعة نانيري وجامعة السوربون (حصلت على شهادة الماجستير في عام 1991)، في عام 1986 أصبحت الشخص الأول الذي درس بشكل واسع فوهة جرسيف على سطح المريخ، وقد جذبت اهتمام وإطراء فاليري بارسوكوف من الأكاديمية السوفييتية للعلوم والتي قامت بدعوتها إلى موسكو من أجل إعطاء محاضرة.
بين عامي 1985 و1994 قادت بحثًا جيولوجيًا كوكبيًا مع زوجها إدموند غرين في جامعة السوربون في باريس والمرصد الفرنسي، وعند إغلاق مخبرهما في عام 1994 أدت زيارة من عالم ناسا كريستوفر مكاي إلى انتقال كابرول إلى الولايات المتحدة في ذات السنة لتصبح باحثة في ناسا لبحوث ما بعد الدكتوراه، وبقيت هي وزوجها في البلاد وأصبحا مواطنيين أمريكيين، كانت كابرول المتحدث لاختيار فوهة جرسيف كموقع لهبوط سفينة ناسا على سطح المريخ ، وفي عام 1998 أصبحت مقاولة في ناسا عبر معهد SETI مستأنفةً بحث المريخ الخاص بها هناك ورُفع في تاريخ 7 آب 2015 إلى مدير مركز كارل ساجان.

## أبحاث البحيرة
كانت كابرول الباحثة العلمية الرئيسية في تجربة حقل سفنية ناسا النقالة 1997 ومشاريع علمية وتقنية أخرى لناسا ممولة من astep بما في ذلك الحياة في صحراء Atacama (2003-2006) والحياة تحت السطح في صحراء Atacama (2011-2015)، وهي الباحثة الرئيسية في مشروع مهبط السفينة البحرة الكوكبي لناسا (2011-2015) والذي استكشف تأثير خسارة الجليد على البحيرات الكوكبية باستخدام تقنية طورت من أجل استكشاف الأجسام الكبيرة.
ومنذ كانون الثاني عام 2015 أصبحت الباحثة الرئيسية في فريق معهد ناسا لعلم الأحياء الكوكبي SETI والذي يهدف إلى فهم تأثير التغيرات البيئية السريعة على قابلية السكن والبصمة الحيوية المحتملة على المريخ، وقد اكتشفت بحيرات عالية الارتفاع في الأنديز حيث تكون الظروف البيئية مشابهة للمريخ المبكر. ومع فريقها، تسلقت 19.731 قدم (6.014 متر) بتسلقها لبركان لينكانكابور في فرص عديدة من أجل المساعدة في دراستها، وغطست بشكل حر في البحيرة.
منحتها نشاطات اكتشافها للبحيرة بحثًا عن إكستريموفيل (جراثيم قادرة على النجاة في الظروف البيئية القاسية) رقمًا قياسيًا أنثويًا غير رسمي من أجل الغطس الحر والغطس بجهاز التنفس تحت الماء على أعلى ارتفاع، وجدت كابرول غزارة في الحياة بما في ذلك أنواعًا جديدة وحقولًا كبيرة من الكائنات الدقيقة الأحفورية تدعى الاستروماتوليتس وقد جمعت أحياء دقيقة من البحيرة واستدعت ذهولًا نتيجة لوفرة الكائنات الحية على هذه الارتفاعات بغض النظر عن قساوة البيئة.

## أعمال أخرى
كابرول عضو في مهمة سفينة ناسا لاكتشاف المريخ ، وهي أيضًا زميلة في كاري وردكويست وينغز إضافة إلى كونها امرأة الهواء والفضاء الحائزة على جائزة وينغز وورد كويست لامرأة مع امتياز الاكتشاف.
أعطت عدة محاضرات في مشروع ted2015 عن البحث عن الجراثيم على سطح المريخ.

## الكتب والأوراق البحثية
كتبت كابرول أكثر من 400 مقالة مراجعة وناقشت إجراء أوراق بحثية وعدة كتب، حاصلة على عدة جوائز بحثية. متزوجة من إدموند غرين مهندس الجيولوجيا المائية ، وقد قام كلاهما بكتابة كتب وأوراق بحثية معًا بما في ذلك البحث عن الحياة في الكون 2000 والبحيرات على سطح المريخ 2010، وفي عام 2018 فقط، أنتجت كابرول 17 ورقة بحثية.

## تأثيرها
تُعد مرجعًا في بعض الكتب مثل كتاب المريخ العظيم لكين كروسويل 2003، وكتاب الماء والحياة على سطح المريخ لتيتسو توكانو2004 .
ولقد كانت الموضوع لملف كبير في مجلة الأحد من النيويورك تايمز (في 22 آذار 2018) من قبل هيلين ماكدونالد «ضمن مدارها بحثت ناتالي كابرول في الأرض عن أسرار الحياة على سطح المريخ» والذي وثقت فيه اكتشافاتها عالية المستوى في الأنديز.